# エドワード・C・オルドリッジ・ジュニア
エドワード（ピート）・C・オルドリッジ・ジュニア（英語：Edward C. Aldridge Jr.、1938年8月18日 - ）は、アメリカ合衆国の政治家。空軍次官、国家偵察局長、空軍長官など国防総省及び軍需企業の数多くの役職を歴任した。そしてマクドネル・ダグラス社のエレクトリック・システム・カンパニー社長、エアロスペース・コーポレーション最高経営責任者、調達・技術・兵站担当国防次官を務めた。

## 経歴
1938年8月18日にテキサス州ヒューストンに誕生する。2001年5月8日に調達・技術・兵站担当国防次官に就任し、国防総省における調達・研究開発・兵站・先端技術・国際プログラム・環境安全保障・「核・化学・生物プログラム」及び産業基盤を所掌した。
2002年に開発試験が完了する前にF-35の調達を承認し、そのことが「技術進歩のための新しい基準を生み出し」、「調達に関するビジネス慣行を書き換えた」と述べた。ただし2012年にフランク・ケンドールは調達した機体の改修のために3億7300万ドルの支出が必要となったことから、「初飛行の何年も前にF-35の量産を開始したのは、調達上の過誤であった」と述べている。また次のような多様な職務を歴任している。
- ヘルシンキ及びウィーンで開催された戦略兵器制限交渉のアドバイザー
- LTVエアロスペース社のシニア・マネージャー
- アメリカ合衆国行政管理予算局のシニア・マネジメント・アソシエイト
- 戦略プログラム担当副国防次官補
- システム・プランニング・コーポレーションの国家政策・戦略システムグループ副社長
- 国家偵察局及び空軍宇宙計画指導監督担当空軍次官

## 所属
次の組織に所属している。
- アメリカ航空宇宙学会会長
- 国防科学委員会員
- アメリカ空軍協会局長
- アメリカ空軍士官学校財団理事会員

## 表彰
受章歴としては国防総省功労者章・国防長官功労者章及び国防総省功労者章がある。
2005年には宇宙財団からその最高の栄誉であるジェームス・E・ヒル将軍生涯宇宙業績賞（General James E. Hill Lifetime Space Achievement Award）を受賞した。

## その他
ヴァンデンバーグ空軍基地から発射される最初のスペースシャトルミッションとなるはずだったSTS-62-Aにペイロード・スペシャリストとして搭乗することが決定していた。このミッションはチャレンジャー号爆発事故の影響で中止となり、オルドリッジはその後も宇宙に飛び立つことが無かった。